# Flûte (orgue)
Les flûtes sont une famille de jeux d'orgue de taille large, appartenant à la catégorie des jeux de fond.
Ce sont des jeux à bouche, c'est-à-dire que chaque tuyau de flûte est construit à la manière d'une flûte à bec, et comporte un pied (ouvert à son extrémité la plus étroite – l'embouchure, par laquelle entre l'air), un biseau (qui sépare le pied du corps) et un résonateur (le corps, dont la longueur détermine la hauteur de la note).
Les tuyaux de flûte sont dits de taille large : à longueur égale, le résonateur d'une flûte est en effet d'un diamètre plus large que celui d'un principal (tuyau dit de taille moyenne). Ce paramètre affecte le timbre du jeu : produisant davantage de fondamental et des harmoniques moins présents, il est plus doux, plus rond que celui d'un principal.
Généralement de même taille (large) que les flûtes, les bourdons sont, en outre, bouchés à l'extrémité du résonateur. Il en résulte deux effets :
- pour une même longueur de résonateur, un bourdon sonnera une octave plus grave qu'une flûte ;
- ne produisant qu'un harmonique sur deux, il aura un timbre encore plus doux, plus sourd.

## Usages

### Dans l'orgue baroque
On peut trouver des flûtes à tous les claviers ainsi qu'à la pédale, du 16 pieds au 1 pied. En outre, les tuyaux flûtés sont utilisés pour les mutations : nasard (qui est parfois un bourdon ou une flûte à cheminée sur ses deux ou trois premières octaves), tierce, larigot, gros nasard et grosse tierce ; il existe des mutations « principalisantes » (de taille moyenne, donc), mais celles-ci sont plus rares.

### Dans l'orgue romantique / symphonique
Les flûtes prennent place aux manuels et deviennent, sous l'impulsion de Cavaillé-Coll, des jeux de synthèse indispensables pour constituer le fond symphonique : principaux, bourdons, flûtes et gambes. C'est également un jeu soliste, installé généralement au grand orgue sous le nom de flûte harmonique ou de flûte traversière, offrant une sonorité pleine et ronde, particulièrement adaptée à la musique romantique.
Déclinée en 32 pieds à la pédale, elle porte parfois le nom de grosse flûte.
Déclinée en 1 ou 2 pieds, alors jeu aigu ou suraigu, elle porte souvent les noms suivants : fifre, piccolo, pipeau, galoubet, flageolet, flûte octaviante, octavin, fifrelin, etc. (voir la liste des jeux d'orgue).

### La flûte harmonique
Développé (et probablement inventé) par Cavaillé-Coll, le jeu de flûte harmonique est caractéristique de l'orgue romantique. Rappelant par sa sonorité la flûte d'orchestre, on la rencontre aussi sous la dénomination de flûte traversière. Sa particularité est de présenter des tuyaux dont les résonateurs sont de longueur double, mais percés à mi-hauteur d'un petit orifice, de sorte que les tuyaux font entendre l'octave aigüe, c'est-à-dire le deuxième harmonique. Il en résulte un son très pur, chaud et clair. Le tuyau d'une flûte harmonique de 8 pieds mesure donc 16 pieds : la longueur indiquée (8 pieds) correspond ainsi à la hauteur entendue et non à la longueur réelle des tuyaux.
Le nom de jeu flûte harmonique renvoie toujours à un 8 pieds, mais la famille se décline en 4, 2 et 1 pied(s) avec des dénominations diverses :
- flûte octaviante : flûte harmonique de 4 ou 2 pieds
- octavin : flûte harmonique de 2 pieds
- flageolet : flûte harmonique de 2 pieds
- piccolo : flûte harmonique de 1 pied ou 2 pieds

## Occurrences
La flûte représente une famille complète et on la trouve à toutes les hauteurs, du 32 pieds au 1 pied :
- Flûte 32 ; pédale : basilique du Sacré-Cœur, Paris, Cavaillé-coll (1898) ; basilique Saint-Denis (1841)
- Flûte 16 ; pédale : abbatiale Sainte-Croix de Bordeaux, Dom Bedos de Celles (1760)
- Flûte 8 ; récit : cathédrale Sainte-Réparate de Nice
- Flûte harmonique 8 ; grand orgue : cathédrale Sainte-Réparate de Nice
- Flûte à fuseau 4 ; positif : église Saint-Eustache (Paris)
- Flûte 2 ; récit : cathédrale Sainte-Réparate de Nice
- Flûte 1 ; grand orgue : cathédrale Saint-Étienne de Toul, Schwenkedel (1963)

### Articles homonymes
- Flûte (instrument de musique)
- Flûte (homonymie)